# Aldeanueva de la Vera
Aldeanueva de la Vera ist eine westspanische Kleinstadt und eine Gemeinde (municipio) mit 1.997 Einwohnern (Stand: 2024) im Nordosten der Provinz Cáceres (Extremadura).

## Lage und Klima
Der Ort Aldeanueva de la Vera liegt in einem von Bergbächen durchzogenen Gebiet im Westen der Comarca La Vera in einer Höhe von 655 m. Die zentralspanische Gebirgskette der Sierra de Gredos und das Kloster Yuste, in welchem der Ex-Kaiser Karl V. seine letzten Lebensjahre verbrachte, sind nur etwa 5 bis 20 km (Luftlinie) entfernt. Im Sommer ist das Klima meist warm; im Winter und in kalten Nächten kann die Temperatur jedoch auch unter 0 °C fallen.

## Bevölkerungsentwicklung
| Jahr      | 1857 | 1900 | 1950 | 2000 | 2021 |
| Einwohner | 1946 | 1841 | 3667 | 2462 | 2035 |

Aufgrund der Mechanisierung der Landwirtschaft und der damit zusammenhängenden Aufgabe bäuerlicher Kleinbetriebe („Höfesterben“) in der zweiten Hälfte des 20. Jahrhunderts ist die Einwohnerzahl der Gemeinde deutlich gesunken.

## Wirtschaft
Die Wirtschaft der Gemeinde basiert in der Hauptsache auf der Landwirtschaft (Ackerbau und Viehzucht, wobei der Anbau von Paprika eine bedeutende Rolle einnimmt). Aldeanueva de la Vera ist auch – vor allem im Sommer – ein beliebtes touristisches Ziel innerhalb der Extremadura, sowohl wegen des historischen Charakters der Stadt als auch wegen der nahe liegenden Berge.

## Geschichte

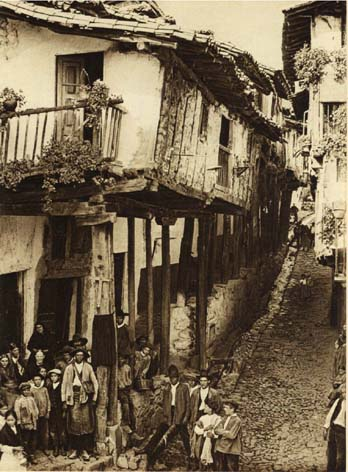
Aldeanueva um 1910

Römer, Westgoten und selbst die Mauren haben kaum Spuren hinterlassen. Die Region um die Stadt Plasencia wurde im 12. Jahrhundert wiederholt von christlichen Heeren angegriffen, doch die endgültige Rückeroberung (reconquista) der Region geschah erst durch Alfons VIII. von Kastilien zu Beginn des 13. Jahrhunderts. Danach gehörte der Ort ca. 600 Jahre lang zur Tierra de  Plasencia, bis er im Jahr 1802 seine Eigenständigkeit erhielt. Die letzte Nacht vor seiner Ankunft im Kloster von Yuste verbrachte Karl V. in Aldeanueva.

## Sehenswürdigkeiten

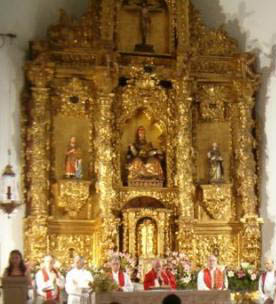
Altarretabel

- Die Iglesia de San Pedro Apóstol ist ein einschiffiger Bau aus der Zeit des 13. bis 18. Jahrhunderts. Die spätromanische Apsis hat die Zeiten überstanden, wenngleich der Rest der Kirche in späterer Zeit neugebaut wurde – so stammt das Portal auf der Südseite aus dem 17. Jahrhundert.[6] Das spätbarocke Altarretabel mit seinen in sich gedrehten „salomonischen“ Säulen im Stil des Churriguerismus ist ein Werk des 18. Jahrhunderts.
- Am Ortsrand steht eine mit einem Kreuz bekrönte Gerichtssäule (rollo oder picota).
- Drei Einsiedlerkapellen (ermitas) sowie mehrere Brunnen (fuentes oder pozos) bereichern das Ortsbild.[7]

Umgebung
- Eine einbogige mittelalterliche Steinbrücke quert die Garganta de San Gregorio.
- Die Ruinen eines ehemaligen Dominikanerkonvents (Convento de Sta. Catalina) stehen etwa 2 km außerhalb des Ortes.